# モジュラー形式の保型因子
数学において、モジュラー形式論に現れる保型因子（ほけいいんし、英: automorphic factor）は SL(2, R) 上で定義されるある種の解析函数である。さらに一般の群に対する議論は保型因子の項に譲る。

## 定義
重さ k の保型因子 (automorphic factor of weight k) とは
{\displaystyle \nu \colon \Gamma \times {\mathfrak {H}}\to \mathbb {C} }
なる函数 ν で、以下に掲げる四つの性質を満足するものを言う。ここで {\displaystyle {\mathfrak {H}}} は上半平面、C はガウス平面をそれぞれ表し、また Γ は例えばフックス群のような SL(2, R) の部分群である。したがって、Γ の元 γ は二行二列の行列として
{\displaystyle \gamma ={\begin{pmatrix}a&b\\c&d\end{pmatrix}}}
のように書くことができる。ただし、a, b, c, d は全て実数で、ad − bc = 1 を満たすものとする。
保型因子 ν が満足すべき条件とは、
1. Γ の元 γ を固定したとき、函数 ν(γ, z) は z に関して {\displaystyle {\mathfrak {H}}} 上の正則函数である。
2. 一定の実数 k が存在して、{\displaystyle {\mathfrak {H}}} の任意の元 z と Γ の任意の元 γ に対して、{\displaystyle \vert \nu (\gamma ,z)\vert =\vert cz+d\vert ^{k}} が成立する。
3. {\displaystyle {\mathfrak {H}}} の任意の元 z と Γ の任意の元 γ に対して、{\displaystyle \nu (\gamma \delta ,z)=\nu (\gamma ,\delta z)\nu (\delta ,z)}が成立する。ここに、δz は δ の定める一次分数変換による z の像である。
4. I を二次の単位行列として、−I が Γ に属するならば、{\displaystyle {\mathfrak {H}}} の任意の元 z と Γ の任意の元 γ に対して、{\displaystyle \nu (-\gamma ,z)=\nu (\gamma ,z)} が成り立つ。

## 性質
任意の保型因子は ‖υ(γ)‖ = 1 なる函数 υ を用いて
{\displaystyle \nu (\gamma ,z)=\upsilon (\gamma )(cz+d)^{k}}
の形に書くことができる。 函数 υ: Γ → S1 は乗因子系 (multiplier system) と呼ばれる。明らかに
{\displaystyle \upsilon (I)=1}
が成り立つ。一方、−I ∈ Γ なるときは
{\displaystyle \upsilon (-I)=e^{-i\pi k}}
が成り立つ。